# Klaus Schöffling

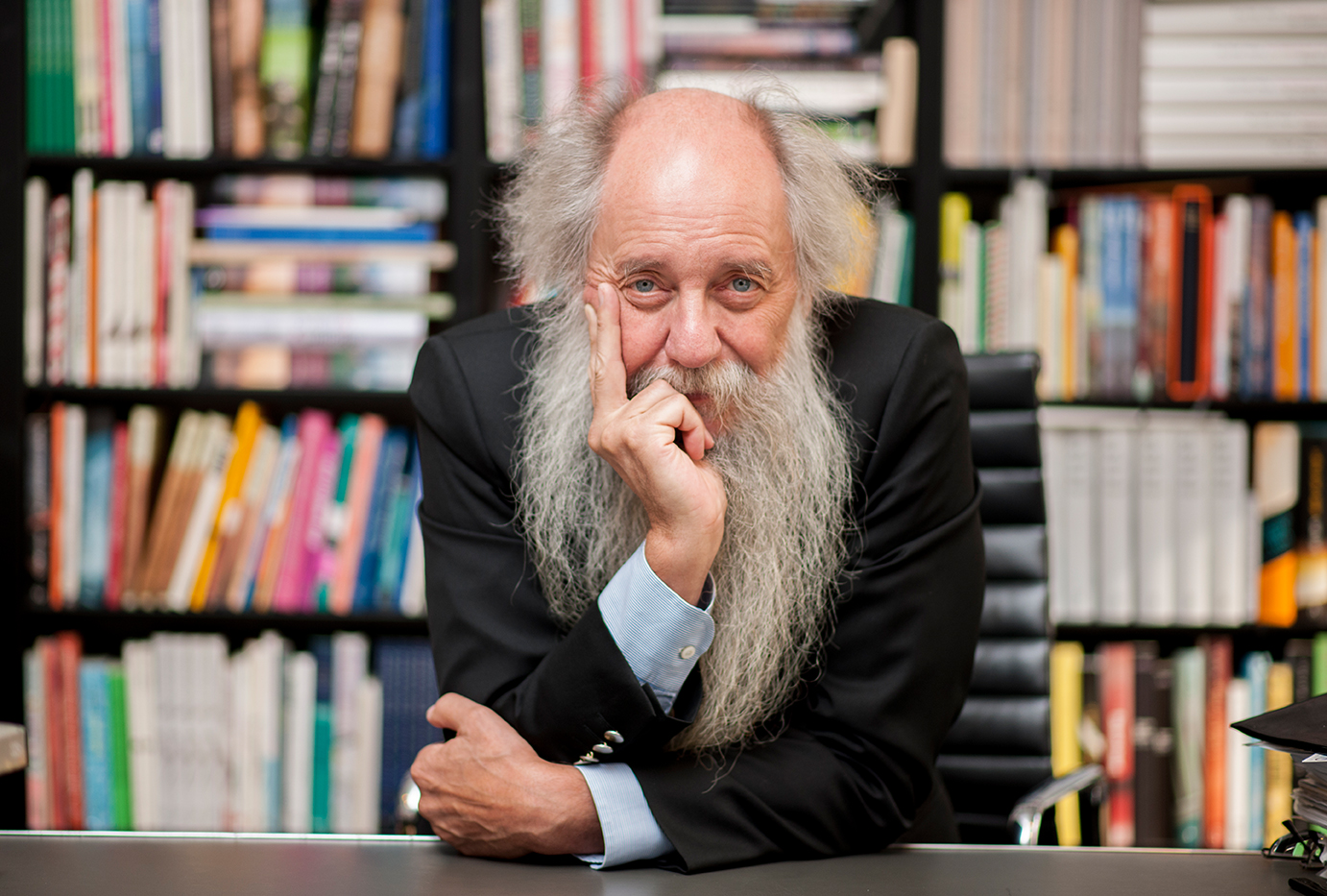
Klaus Schöffling (2014)

Klaus Schöffling (* 14. Mai 1954 in Frankfurt) ist ein deutscher Verleger.

## Leben
Nach dem Abitur am Georg-Büchner-Gymnasium in Bad Vilbel machte er eine Lehre im Frankfurter Suhrkamp Verlag. Anschließend arbeitete er von 1978 bis 1982 im Lektorat des Verlags. Er gehörte neben Egon Ammann und Karlheinz Braun zu den Mitarbeitern, die später eigene Verlage gründeten. Schöffling galt als Experte für die deutsche Exilliteratur. 
1987 gründete er mit seiner Frau Ida Schöffling (1947–2025) die Frankfurter Verlagsanstalt und nahm mit Eva Demski, Reinhard Kaiser, Burkhard Spinnen, Ror Wolf und Sylvia Plath namhafte Autoren in das Programm auf. 1992 wurde Schöffling von einem Finanzier wegen drohender Verluste aus dem Verlag gedrängt. Die mit ihm solidarischen Autoren ermunterten ihn, einen neuen Verlag zu gründen.
Im November 1993 gründete Klaus und Ida Schöffling die Schöffling & Co. Verlagsbuchhandlung GmbH, an der die Frankfurter Autorin Eva Demski bis 2004 als Mitgesellschafterin beteiligt war. Außer den Autoren, die man von der Frankfurter Verlagsanstalt übernahm, veröffentlichte der Verlag in den folgenden Jahren u. a. Werke von Mirko Bonné, Franziska Gerstenberg, Gert Loschütz, Klaus Modick, Markus Orths, Ulrike Almut Sandig, Silke Scheuermann, Jochen Schimmang und Juli Zeh sowie Übersetzungen internationaler Autoren wie Jami Attenberg, Amy Waldman und Joshua Cohen.
2018 schied Klaus Schöffling aus der aktiven Verlagsleitung aus. Am 1. Januar 2022 übernahm der Kampa Verlag den Verlag Schöffling & Co. Im März 2023 übergab Schöffling die Verlagsleitung endgültig.
Klaus Schöffling bzw. der Schöffling & Co. Verlag wurden vielfach ausgezeichnet: Von der Zeitschrift Buchmarkt als Verleger des Jahres und mit dem Binding-Kulturpreis (beides 2016), dem Kurt-Wolff-Preis (2017), dem Hessischen Verlagspreis (2019) sowie dem Deutschen Verlagspreis (2020 und 2021).
Klaus Schöffling ist Mitglied der Schriftstellervereinigung PEN-Zentrum Deutschland und Mitgründer des PEN Berlin. Er war bis 2017 Vorsitzender des Vereins Frankfurt liest ein Buch.

## Publikationen
- Die ersten Jahre des Insel Verlags, 1899–1902. Begleitband zur Faksimileausgabe der Zeitschrift Die Insel Insel, Frankfurt am Main 1981
- Dort wo man Bücher verbrennt.  Suhrkamp, Frankfurt am Main 1983
- Geschichten vom Buch: eine Sammlung. Insel, Frankfurt am Main 1985, ISBN 3-45832422-4.
- als (Hrsg.): Lesebuch der Jahrhundertwende: Prosa aus den Jahren 1889 bis 1908. Insel, Frankfurt am Main 1987
- zusammen mit Hans J. Schütz Almanach der Vergessenen, C.H. Beck, München, ISBN 978-3-406-30855-0.